# سباق جائزة أبو ظبي الكبرى 2020
جائزة أبوظبي الكبرى 2020 هو سباق فورمولا 1
أقيم بتاريخ 13 ديسمبر 2020 في حلبة مرسى ياس، الإمارات العربية المتحدة، وكان السباق 17 من أصل 17 في بطولة العالم لسباقات فورمولا 1 موسم 2020، وكان أول المنطلقين ماكس فيرستابين.
فاز بالمركز الأول  ماكس فيرستابين، وكان صاحب أسرع لفة دانيل ريكاردو بزمن قدرة 100.926 ثانية.